# Vuelo 311 de Thai Airways International
El vuelo 311 de Thai Airways International (TG311/THA311) fue un vuelo desde el Aeropuerto Internacional Don Mueang de Bangkok, Tailandia al Aeropuerto Internacional Tribhuvan de Katmandú, Nepal. El 31 de julio de 1992, a las 07:00:26 UTC (12:45:26 NST; 14:00:26 ICT), el Airbus A310-304 que operaba la ruta se estrelló contra la ladera de una montaña a 37 kilómetros (23 millas; 20 millas náuticas) al norte de Katmandú, matando a los 113 pasajeros y tripulantes a bordo. Esta fue la primera pérdida del casco y el primer accidente mortal que involucró al Airbus A310.
Este accidente tuvo lugar en la misma fecha que el vuelo 7552 de China General Aviation que se estrelló fuera de control en Nankín, República Popular China, matando a 108 de 126, y solo 59 días antes del vuelo 268 de PIA que se estrelló al sur de Katmandú, matando a 167 personas.

## Aeronave y tripulación
El primer vuelo de la aeronave fue el 2 de octubre de 1987 y entró en servicio con la aerolínea canadiense Wardair con el registro C-FGWD. Wardair fue adquirida por Canadian Airlines International en 1989 y sus operaciones se consolidaron e integraron bajo la bandera de Canadian Airlines. Este Airbus A310 entró en servicio formalmente con Canadian Airlines el 15 de enero de 1990 (con el mismo registro). Poco tiempo después fue vendido a Thai Airways International, que lo recibió el 9 de mayo de 1990 y volvió a registrarlo como HS-TID. El avión estaba propulsado por dos motores turbofán General Electric CF6-80C2A2.
En el momento del accidente, el 31 de julio de 1992, el avión llevaba cinco años en operaciones comerciales.Estaba pilotado por el capitán Preeda Suttimai (41), quien acumulaba 13.200 horas de vuelo, incluyendo 4.400 en el A310 y 1.700 como piloto al mando. El primer oficial era Phunthat Boonyayej (52), quien acumulaba 14.600 horas de vuelo, incluyendo 4.200 en el A310. La tripulación de cabina estaba compuesta por 12 auxiliares de vuelo, a cargo de 99 pasajeros.

## Accidente
El vuelo 311 despegó del Aeropuerto Internacional Don Mueang de Bangkok a las 10:30 hora local (03:30 UTC). Su llegada a Katmandú estaba prevista para las 12:55 hora estándar de Nepal (07:10 UTC).Tras cruzar el espacio aéreo nepalí, los pilotos contactaron con el control del tráfico aéreo (ATC) y recibieron autorización para una aproximación instrumental desde el sur, denominada "Aproximación circular VOR Sierra" para la pista 20. En ese momento, el ATC nepalí no contaba con radar.
Poco después de informar el punto de referencia de Sierra a 10 kilómetros (6,2 millas; 5,4 millas náuticas) al sur del VOR de Katmandú, la aeronave llamó al ATC pidiendo un desvío a Calcuta, India, debido a un "problema técnico".Antes de que el ATC pudiera responder, el vuelo canceló su transmisión anterior. Se autorizó entonces al vuelo a una aproximación directa a la pista 02 con el sistema Sierra y se le indicó que informara que salía a 2896 m (9500 pies). El capitán preguntó repetidamente por el viento y la visibilidad en el aeropuerto, pero el ATC simplemente le dijo que la pista 02 estaba disponible.
Se produjeron una serie de comunicaciones frustrantes y confusas (debido en parte a problemas de lenguaje y a la inexperiencia del controlador de tránsito aéreo, que era un aprendiz con solo 9 meses en el trabajo) entre el control del tráfico aéreo y los pilotos con respecto a la altitud y la distancia del vuelo 311 al aeropuerto. El capitán pidió cuatro veces permiso para virar a la izquierda, pero al no recibir respuesta firme a sus peticiones, anunció que viraría a la derecha y ascendió el avión al nivel de vuelo 200. El controlador a cargo del vuelo 311 asumió por las transmisiones del vuelo que el avión había cancelado la aproximación y estaba virando hacia el sur, por lo que autorizó el avión a 11.500 pies (3.505 m), una altitud que habría sido segura en el área al sur del aeropuerto. El vuelo descendió de nuevo a 11.500 pies, realizó un viraje de 360° y pasó sobre el aeropuerto en dirección norte.

Segundos antes del impacto, el sistema de advertencia de proximidad al suelo (GPWS) se activó y sonaron las alarmas avisando a la tripulación de la inminente colisión con las montañas. El primer oficial Boonyayej advirtió al capitán Suttimai y lo instó a dar la vuelta a la aeronave, pero posiblemente debido a su frustración por las comunicaciones con el ATC, Suttimai declaró erróneamente que el GPWS solo estaba dando informes falsos. La aeronave se estrelló contra una escarpada pared rocosa en una zona remota del Parque Nacional Langtang a una altitud de 11.500 pies (3.505 m) y con una velocidad respecto al suelo de 300 nudos (560 km/h; 350 mph), matando a las 113 personas a bordo. 

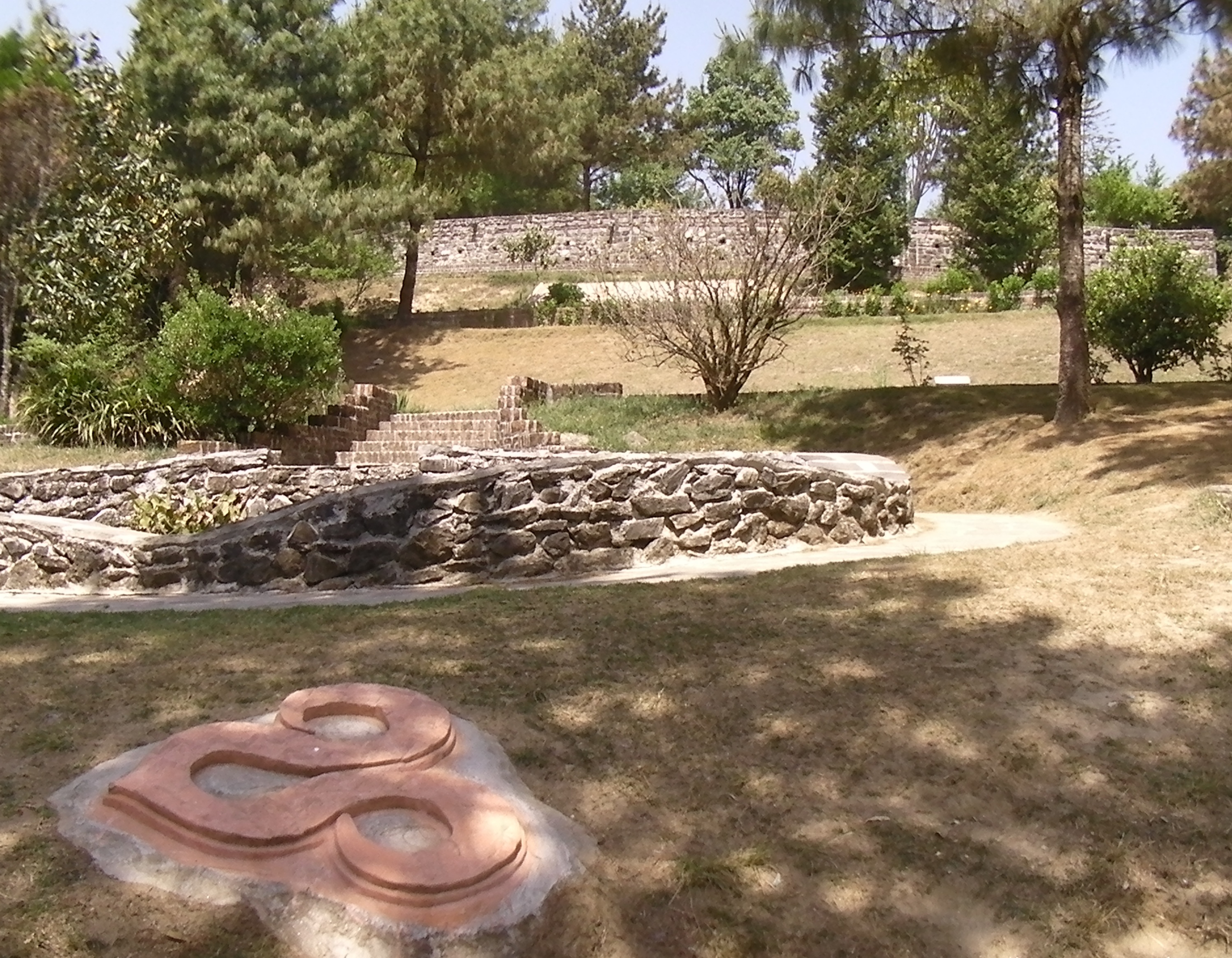
Parque Memorial en Kakani, Nepal

## Investigación
Mientras ascendía el Himalaya hacia el lugar del accidente, un investigador británico de Airbus, Gordon Corps (62 años), falleció a causa del mal de montaña. Corps contaba con más de 11.500 horas de vuelo y era piloto de pruebas sénior de Airbus.
Los investigadores de la Autoridad de Aviación Civil de Nepal, Airbus Industrie y la Junta de Seguridad en el Transporte de Canadá (que colaboró con los detalles técnicos) determinaron que la aeronave había experimentado una falla menor en el funcionamiento de los flaps de salida interiores justo después de alcanzar el punto de referencia de Sierra. Preocupado por la dificultad de la compleja aproximación a Katmandú en condiciones instrumentales con flaps defectuosos, y frustrado por el control de tráfico aéreo y las respuestas inconclusas y débiles de su copiloto a sus preguntas, el capitán decidió desviar la ruta a Calcuta. Los flaps de repente empezaron a funcionar correctamente, pero el capitán se vio obligado a resolver él mismo más aspectos de la difícil aproximación debido a la falta de iniciativa de su primer oficial. Solo tras numerosos y frustrantes intercambios con el control de tráfico aéreo, el capitán pudo obtener información meteorológica adecuada para el aeropuerto. Para entonces, ya había sobrevolado Katmandú y el avión se dirigía hacia el Himalaya.
Las autoridades nepalesas determinaron que las causas probables del accidente fueron la pérdida de conciencia situacional por parte del capitán y del controlador aéreo; los problemas lingüísticos y técnicos que hicieron que el capitán experimentara frustración y una gran carga de trabajo; la falta de iniciativa del primer oficial y sus respuestas inconcluyentes a las preguntas del capitán; la inexperiencia del controlador aéreo, su escaso conocimiento del inglés y su renuencia a interferir en lo que él consideraba cuestiones de pilotaje, como la separación del terreno; la mala supervisión del controlador aéreo inexperto; el fracaso de Thai Airways International de proporcionar entrenamiento en simulador para la compleja aproximación a Katmandú a sus pilotos; y el uso indebido del sistema de gestión de vuelo de la aeronave.

## Víctimas
| Nacionalidad   | Pasajeros | Tripulación | Total |
| -------------- | --------- | ----------- | ----- |
| Tailandia      | 21        | 14          | 35    |
| Nepal          | 23        | 0           | 23    |
| Japón          | 17        | 0           | 17    |
| Estados Unidos | 11        | 0           | 11    |
| Bélgica        | 5         | 0           | 5     |
| Finlandia      | 5         | 0           | 5     |
| Alemania       | 4         | 0           | 4     |
| España         | 3         | 0           | 3     |
| Corea del Sur  | 2         | 0           | 2     |
| Israel         | 2         | 0           | 2     |
| Reino Unido    | 2         | 0           | 2     |
| Canadá         | 2         | 0           | 2     |
| Nueva Zelanda  | 1         | 0           | 1     |
| Australia      | 1         | 0           | 1     |
| Total          | 99        | 14          | 113   |

### Muertes notables
- Uzi Peres fue un director de cine, guionista y productor cinematográfico israelí.
- William "Bill" Raeper fue autor y biógrafo de "George MacDonald".

## Consecuencias
Thai Airways International retiró el vuelo número 311 tras el accidente, junto con su homólogo, el 312, que se había utilizado para el vuelo de ida de Katmandú a Bangkok. Estos fueron reemplazados por los vuelos 319 y 320, respectivamente. Estos vuelos rediseñados continuaron siendo operados por Airbus A310 hasta que la aerolínea retiró este modelo y lo reemplazó por Boeing 777 en 2001. Los restos del avión aún pueden verse en el Parque Nacional Langtang, y se han presentado en guías turísticas de Lonely Planet como un punto de interés en la ruta de Ghopte al Paso de Tharepati.
Cincuenta y nueve días después del desastre del vuelo 311, el vuelo 268 de Pakistan International Airlines se estrelló al aproximarse a Katmandú, matando a las 167 personas a bordo, el accidente más mortal en la historia del país.

## Dramatización
Este accidente fue presentado en la decimoséptima temporada de la serie Mayday: catástrofes aéreas, en el episodio «El avión perdido». También se  volvió a examinar en el sexto episodio de una temporada compilatoria titulado «Impacto en las montañas».

## Lectura adicional
- Macarthur, Job (1998). Air Disaster, Vol. 3. Australia: Aerospace Publications Pty. Ltd. pp. 98-115. ISBN 1-875671-34-X.